# Europeiska unionens byrå för den operativa förvaltningen av stora it-system inom området frihet, säkerhet och rättvisa
Europeiska unionens byrå för den operativa förvaltningen av stora it-system inom området frihet, säkerhet och rättvisa (engelska, European Union Agency for the Operational Management of Large-Scale IT Systems in the Area of Freedom, Security and Justice, eu-LISA) är en av Europeiska unionens byråer med ansvar för att förvalta tre stora europeiska it-system: Eurodac, Informationssystemet för viseringar (VIS) och Schengens informationssystem (SIS).
Byrån inrättades genom en förordning 2011 och har sitt säte i Tallinn, Estland. Under slutet av 2018 antogs en ny förordning, som ersatte den gamla, och ändrade regleringen av byråns uppgifter. Den nya förordningen innebar också att byrån bytte namn från "Europeiska byrån för den operativa förvaltningen av stora it-system inom området frihet, säkerhet och rättvisa" till "Europeiska unionens byrå för den operativa förvaltningen av stora it-system inom området frihet, säkerhet och rättvisa".
Förutom Schengenländerna deltar även EU-landet Irland i byråns arbete.